# NGC 1888
NGC 1888 (другие обозначения — MCG -2-14-13, ARP 123, IRAS05202-1132, PGC 17195) — галактика в созвездии Заяц, расстояние до которой оценивается приблизительно в 113,5 миллионов световых лет. Этот объект входит в число перечисленных в оригинальной редакции «Нового общего каталога».

## Характеристики
NGC 1886 представляет собой спиральную галактику типа Sbc без перемычки. Она повёрнута к земному наблюдателю ребром. Наблюдать её можно на небе в северной части созвездия Зайца, между звёздами HD 35564 и HD 34981. Радиус наблюдаемого диска галактики составляет 25,6” или 3950 парсек. Это значительно меньше радиуса Млечного Пути, равного 16,2 тыс. парсек. Толщина диска галактики NGC 1886 оценивается в 1890 парсек.